# سینما فرهنگ (ایلام)
سینما فرهنگ یک سینما در شهر ایلام، ایران است.
این سینما در سال ۱۳۹۴ با یک سالن با ظرفیت ۲۲۰ نفر تأسیس شده‌است.